# قانون اساسی ۱۹۲۴ شوروی
قانون اساسی ۱۹۲۴ شوروی به پیمان تشکیل اتحاد شوروی که در ۳۱ دسامبر ۱۹۲۲ میان روسیه شوروی و اوکراین شوروی و بلاروس شوروی و ماورای قفقاز شوروی امضا شد و در نتیجه اتحاد جماهیر شوروی تشکیل شد، مشروعیت بخشید.
در اصل، این قانون اساسی برای گسترش و تحکیم کردن پیمان بود، بیشتر بخش‌های این قانون اساسی قبلاً توسط این پیمان مشخص شده بودند. همچنین این قانون اساسی امکان گسترش بالقوه اتحاد جماهیر شوروی را فراهم کرد.
با اینکه پیمان فقط ۲۶ اصل داشت، قانون اساسی جدید ۷۲ ماده داشت که به ۱۱ فصل تقسیم شده بود و توسط دومین کنگره شوراهای اتحاد جماهیر شوروی در ۳۱ ژانویه ۱۹۲۴ تصویب شد. از این قانون اساسی ۶ نسخه باقی ماند، قبل از اینکه بجایش قانون اساسی ۱۹۳۶ تصویب شود.
این قانون اساسی کنگره شوراها را به عنوان نهاد قدرتمند ایالتی تصویب کرد. درحالی که کمیته اجرایی مرکزی این قدرت را در طی مواقع موقت در دست داشت. کمیته اجرایی مرکزی شوروی تقسیم می‌شود و به نمایندگی از جمهوری‌های تشکیل دهنده و ملیت‌های شوروی، و مستقیماً منافع گروه‌های ملیت هارا نمایندگی می‌کنند. کمیته اجرایی مرکزی به‌صورت یک نهاد ریاست جمعی فعالیت می‌کرد. بین جلسات کمیته اجرایی مرکزی، هیئت رئیسه بر مدیریت دولت نظارت داشتند. همچنین کمیته مرکزی شورای کمیسرهای خلق را به عنوان قوه مجریه دولت اتحاد جماهیر شوروی انتخاب کرد.